# 野々市市立野々市小学校
野々市市立野々市小学校（ののいちしりつののいちしょうがっこう）は、石川県野々市市にある公立小学校。

## 概要
1961年4月に旧富奥村の野々市町立富奥尋常小学校（現在はJAののいち本店、野々市スポーツランド）と、野々市町の野々市町立野々市尋常高等小学校（この後、電波学校となり、1977年8月には、現在の本町2丁目・野々市市中央公民館が設置）が統合して設立。7月に現在地の新校舎工事が着工。1962年には旧郷村の郷小学校も加わった。1963年10月には新校舎が完成した。
1970年代後半に入ると児童数の増加でマンモス校化しつつあったため、1978年御園小学校、1981年菅原小学校、1982年富陽小学校を分離。さらに1984年館野小学校が御園小学校から分離した際、校区の一部を分離した。校舎の老朽化が進行し、2009年には建替え改装工事が施行し2011年3月に新校舎が完成した。

## 沿革
- 1961年4月1日 - 野々市町立野々市小学校設立（校舎は旧富奥小・旧野々市小を活用）
- 1961年7月8日 - 統合野々市小学校建設着工（現在地・本町5丁目地区）
- 1962年8月10日 - 第一期工事竣工、本館校舎完成
- 1963年3月30日 - 第二期工事竣工、管理棟完成
- 1963年10月20日 - 第三期工事竣工、体育館完成
- 1963年10月28日 - 新校舎落成
- 1963年11月16日 - 校歌制定
- 1971年10月13日 - 東側校舎3、4階教室棟増築工事完成
- 1978年10月20日 - 4月の御園小学校完成に伴い分離
- 1981年5月19日 - 4月の菅原小学校完成に伴い分離
- 1982年10月21日 - 4月の富陽小学校完成に伴い分離
- 1984年5月17日 - 4月の館野小学校完成に伴い校区の一部を分離
- 2011年3月3日 - 老朽化のため建替え改装工事による新校舎竣工
- 2011年11月11日 - 野々市市の市制施行に伴い野々市市立野々市小学校に校名変更。

## 主な卒業生
- 徳野新太郎 - 起業家。ヨシオ工業株式会社、イシカワズカン株式会社、株式会社絶対そうしよなど複数の法人の代表を務める。

## 学校周辺
- 白山警察署野々市交番
- 野々市市文化会館フォルテ
- 北陸学院扇が丘幼稚園